# 鄧颺
鄧 颺（とう よう、? - 249年2月9日（正始10年1月10日））は、中国魏の政治家。字は玄茂。荊州南陽郡新野県の人。後漢初期の鄧禹の末裔で、鄧芝・鄧良父子は遠戚にあたる。

## 経歴
若くして都で名声をあげ、明帝・曹叡の頃に尚書郎となり、洛陽令に就いたが、ある事件の罪で免職になった。後に中郎から、宮中に入って中書侍郎を兼任した。
鄧颺は諸葛誕や李勝らと親しく、仲間内で評価しあい「四聡八達」を称していた。太和4年（230年）、明帝はそうした風潮を「浮華」と忌み嫌って、彼らをすべて罷免し、在位中は任用されなかった。正始年間の初め（240年頃）にようやく潁川太守に任じられ、大将軍・曹爽の長史に転任し、侍中、尚書に栄転した。また何晏や李勝、丁謐、畢軌、桓範らと共に曹爽の腹心となった。
鄧颺は金銭を好み、朝廷にいた頃は臧艾（臧覇の子）に高官への任命を請け負って、彼の父の妾をもらった事があった。このため都では「官位で女をあきなう鄧玄茂」と噂された。鄧颺の推薦はこうした例が多かったため、何晏が選抜に携わっても人材を得られなかったのは、こうした態度にかなりの原因があった。
また、鄧颺は処世術が得意であったが、傅嘏からは「有能だが仕事をやり通すことはせず、外に名誉を求め、内にけじめが無く、賛同者を好み、異見者を憎み、優れて多弁な者を妬む。」として距離を置かれた。
ある時、圭泰が曹爽の意に反することを言ったため拘留され、鄧颺は重罪にしようとした。しかし、廷尉の司馬岐から「王室の補佐役でありながら徳を修めず、私怨で冤罪を押し付けようとは」と言われ、恥じ入り怒りながらも引き下がった。
正始5年（244年）、尚書の鄧颺、李勝らは、曹爽の威名を天下に響かせるべく蜀征伐を勧めた。6～7万の大軍が長安から出発したが、関中の氐、羌族は輸送を賄いきれず、牛馬などが多く死に道路は民の泣き声が響く有様となった。また蜀軍が山を堅固に守り、進軍がままならなくなった。参軍の楊偉は撤退を進言し、鄧颺と言い争って「鄧颺、李勝らは国事を誤らせようとしています。斬るべきです」と主張した。曹爽は喜ばず、結局成果をあげられずに撤退した。
正始8年（247年）5月、司馬懿が病と称して退くと、「何・鄧・丁が京城を乱している」と謡われた。また「台中に三匹の狗がいる。二匹は噛みついて近づけない、一匹は黙（曹爽を指す）に張り付いて腫瘍となっている」という落書きもされた。
正始9年（248年）の12月28日、何晏が管輅を招くとその席に鄧颺もいた。管輅が「謙譲と正道を進まないと危険である」と何晏へ忠告をしたが、鄧颺は「年寄りがよく言う話だ」と取り合わなかった。一方で管輅は鄧颺や何晏の死相を読み取っており、10日ほどで結果が表れた。
嘉平元年（249年）の正月、司馬懿による政変が起こると曹爽らと連座して夷三族となった。